# Жути знак
„Жути знак” (енгл. The Yellow Sign) је приповетка коју је Роберт В. Чејмберс објавио у збирци Краљ у жутом 1895. године. Ова приповетка је пример Чејмберсове хорор фикције и једна је од прича у збирци која садржи мотиве Жутог знака и Краља у жутом.

## Радња
Смештен у Њујорку, „Жути знак” прати сликара по имену Скот. Живот и рад младог уметника поремети чудан, одбојан човек кога примећује у близини црквеног дворишта. Његово сликарство постаје гротескно, упркос томе што је модел остао непромењен. Теси, манекенка, дели своје понављајуће снове о мртвачким колима и човеку веома сличном оном у црквеном дворишту. Уметник одбацује њене бриге, приписујући их стресу. Тесино инсистирање да је човек у црквеном дворишту возио мртвачка кола узнемирава Скота, који тај сан покушава да рационализује. Упркос његовим покушајима да увери Теси, узнемирујуће присуство се задржава, остављајући језив и неразрешен осећај слутње. Прича наговештава натприродну везу између човека, мртвачких кола и Тесиних узнемирујућих снова, остављајући читаоца да преиспита стварност унутар нарације.
Следећег јутра, Скот сазнаје да је суседна црква продата, што ослобађа њега и Теси од ометајуће буке током служби. Они поново разговарају о одбојном човеку виђеном испред цркве, а описује га и потрчко Томас, који је имао ужасан сусрет са тим човеком. Томас открива да је човеков прст отпао када га је зграбио, због чега су и он и други побегли у страху.
Касније долази Теси и Скот започиње нову слику. Она говори о свом ноћном изласку и све већој наклоности према човеку по имену Ед. Скот брине о Тесиној заљубљености и могућим компликацијама које би она могла донети. Упркос разумевању непрактичности да јој узврати осећања, он се бори са последицама њеног признања и на крају је пољуби. То га доводи до размишљања о потенцијалним исходима њихове везе и утицају на њихове животе.
Након што је присуствовао вечери, Скот доживљава узнемирујући сусрет са одбојним човеком из цркве и узнемирен је сном. Следећег дана, Скот поклања Теси златни ланац, па му Теси дарује сопствени поклон који је намеравала да му да касније: копчу од црног оникса са занимљивим златним симболом исписаним у њему и открива необичну причу рекавши да га није купила него га је случајно нашла.
Након што је пао и повредио зглобове, неспособан да слика, Скот одлази у своју библиотеку и проналази чудну књигу увезану змијском кожом у горњем делу полице. Позива Теси у помоћ да је подигне. Он пита која је то књига, а она одговара да је то Краљ у жутом, забрањена књига, коју он никада није прочитао, знајући како је довела јадног Кастења у лудило. Упркос његовим молбама, Теси бежи са књигом и крије се од Скота да би је прочитала у приватности. Скот је касније затиче ошамућену и бледу са књигом крај ногу.
Скот одлучује да сам прочита књигу и док се удубљује у њен садржај, прождиру га мрачне, очаравајуће речи и злокобни Жути знак. Разговори Скота и Теси добијају прогањајући обрт док разговарају о мистеријама из књиге, схватајући да је „Жути знак” у ствари комад накита који је Теси дала Скоту. Пада ноћ, стижу језива мртвачка кола, а ужасан ентитет се материјализује да узме Жути знак од Скота, што доводи до ужасавајућег и фаталног закључка. Прича се завршава тако што протагониста пише своје последње речи, помирен са судбином, док Теси и чувар цркве буду пронађени мртви. Докторово шокантно откриће о чувару доприноси мистерији, остављајући причу са загонетним и језивим закључком.

## Ликови
- Скот: Протагониста и приповедач; сликар који је пријатељ и касније љубавник свог модела, Теси. Може, али и не мора бити исти Скот као у причи „Маска”.
- Теси: Скотов млади модел и љубавница.
- Човек у црквеном дворишту: Тајанствена мрачна прилика која долази по Жути знак.